# 労働者階級
労働者階級（ろうどうしゃかいきゅう、working class）とは、賃金で雇用され、生産手段を持たない社会階級のことを指す。対義語は資本家階級（ブルジョワジー）。
マルクス主義の観点ではプロレタリアートのことを指すが、プロレタリアートは、特に無産階級と呼ばれることもある。
資本主義における階級として資本家階級と並び集団を作るもので、その起源は産業革命期にある。現在はその態様も職種によって様々であり、社会意識も一様とはいえない。
マルクスやエンゲルスらは、彼らが団結して革命を起こして資本制経済を揚棄することが社会主義への道であると考えていた。